# Saint-Rome-de-Tarn
Saint-Rome-de-Tarn (okcitansko Sant Roman de Tarn) je naselje in občina v južnem francoskem departmaju Aveyron regije Jug-Pireneji. Leta 1999 je naselje imelo 715 prebivalcev.

## Geografija
Kraj leži v pokrajini Rouergue ob reki Tarn 20 km jugozahodno od Millaua.

## Uprava
Saint-Rome-de-Tarn je sedež istoimenskega kantona, v katerega so poleg njegove vključene še občine Ayssènes, Broquiès, Brousse-le-Château, Les Costes-Gozon, Lestrade-et-Thouels, Saint-Victor-et-Melvieu in Le Truel s 3.108 prebivalci.
Kanton Saint-Rome-de-Tarn je sestavni del okrožja Millau.

## Zgodovina
Prva omemba kraja sega v čas pokristjanjevanja v 5. stoletju.

## Zanimivosti
- ruševine nekdanje trdnjave la Tour grosse iz 10. stoletja,
- ostanki mestnih vrat iz 14. in 15. stoletja.